# Abdel Rahman Hafez
Abdel Rahman Hafez Ismail (arabisch عبد الرحمن حافظ إسماعيل, DMG ʿAbd ar-Raḥmān Ḥāfiẓ Ismāʿīl; * 17. Februar 1923 in Alexandria; † 29. August 1984 in West Lafayette, Vereinigte Staaten) war ein ägyptischer Basketballspieler.

## Biografie
Abdel Rahman Hafez nahm mit der ägyptischen Nationalmannschaft an den Olympischen Sommerspielen 1948 und 1952 teil. Bei den Mittelmeerspielen 1951 gewann er mit der Mannschaft die Goldmedaille.
Darüber hinaus gewann er bei der Europameisterschaft 1947 die Bronzemedaille und zwei Jahre später den Europameistertitel. Neben Ägypten gehörten mit Syrien und dem Libanon zwei weitere nichteuropäische Teams dem EM-Teilnehmerfeld mangels eigener kontinentaler Meisterschaften an.
Bei der Weltmeisterschaft 1950 gehörte Hafez ebenfalls zum Aufgebot Ägyptens, das den fünften Platz belegte.
Hafez absolvierte ein Sportstudium an der Fu'ād-I.-Universität in Kairo. Nach seiner Basketballkarriere ging er in die Vereinigten Staaten, um dort einen Master-Abschluss und später einen Doktortitel an der Indiana University zu erwerben. Anschließend war er als Forscher und Professor tätig und trainierte unter anderem das Basketballteam der Purdue University.